# Ерміт сірогорлий
Ермі́т сірогорлий (Phaethornis griseogularis) — вид серпокрильцеподібних птахів родини колібрієвих (Trochilidae). Мешкає в Південній Америці.

## Опис
Довжина птаха становить 8-10,5 см, вага 1,8-3 г. Верхня частина тіла бронзово-золотисто-зелена, надхвістя темно-рудувато-коричневе. Горло сіре, через очі ідуть широкі чорнувато-бурі смуги, окаймлені охристими "бровами" і "вусами". Нижня частина тіла світла, охристо-рудувато-коричнева. На грудях чорна смуга. Крила чорнувато-фіолетові, центральні стернові пера чорнувато-бронзово-зелені з білувато-сірими кінчиками, крайні стернові пера мають охристо-коричневі края. Дзьоб дещо вигнутий, зверху чорний, знизу жовтий з чорним кінчиком, лапи жовті. Самиці і молоді птахи є дещо блідішими, ніж самці.

## Підвиди
Виділяють три підвиди:
- P. g. griseogularis Gould, 1851 — східні схили Анд в Колумбії, Еквадорі і північному Перу, гори Сьєрра-де-Періха на кордоні Колумбії і Венесуели, гори Кордильєра-де-Мерида на заході Венесуели, Гвіанське нагір'я на півдні Венесуели та на півночі Бразилії;
- P. g. zonura Gould, 1860 — східні схили Анд на північному заході Перу (Кахамарка, Амазонас);
- P. g. porcullae Carriker, 1935 — західні схили Анд на південному заході Еквадору (Лоха) і північному заході Перу (Тумбес, П'юра, Ламбаєке).

Деякі дослідники виділяють підвид P. g. porcullae у окремий вид Phaethornis porcullae.

## Поширення і екологія
Сірогорлі ерміти мешкають в Колумбії, Еквадорі, Перу, Венесуелі і Бразилії. Вони живуть в підліску вологих рівнинних і гірських тропічних лісів, на узліссях, в густих вторинних заростях і галерейних лісах. Зустрічаються переважно на висоті від 600 до 1800 м над рівнем моря, на півночі Перу місцями на висоті до 2200 м над рівнем моря, в Колумбії і Венесуелі місцями на висоті до 400 м над рівнем моря. Ведуть переважно осілий спосіб життя.

## Поведінка
Сірогорлі ерміти живляться нектаром квітів, пересуваючись за певним маршрутом, а також доповнюють раціон дрібними комахами і павуками. У представників підвиду P. g. porcullae сезон розмноження триває з січня по червень. Самці збираються на токовищах, де приваблюють самиць співом. Гніздо чашоподібне, підвішується до нижньої сторони листа. В кладці 2 яйця.